# Rossington Bridge
Rossington Bridge fue un fuerte romano ubicado en la actual Rossington, Doncaster, Inglaterra (53°28′33″N 1°3′41″O / 53.47583, -1.06139). Una primera edificación fue realizada bajo el gobierno de Publio Ostorio Escápula alrededor del 48 como fuerte auxiliar para concentrar fuerzas (Vexillatio) en la frontera de los coritani.
En el 53 fue una de las bases para contener y enfrentar la sublevación de Venutius en el territorio de los brigantes. El fuerte llegó a alcanzar un tamaño de 9,3 hectáreas.